# アントニーナ・クリヴォシャプカ

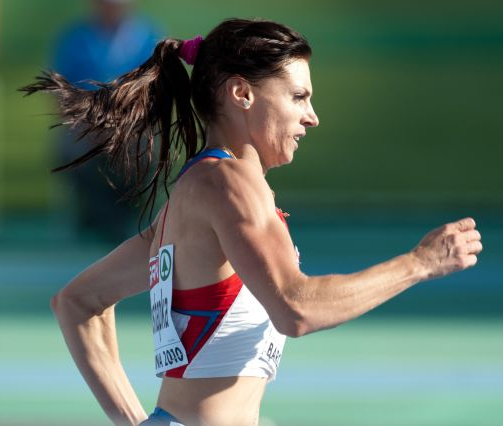
2010年7月ヨーロッパ選手権にて

アントニーナ・ウラジミロヴナ・クリヴォシャプカ（ロシア語: Антонина Владимировна Кривошапка, Antonina Vladimirovna Krivoshapka,  1987年7月21日 - ）はロシアの陸上競技選手、専門は400mなど短距離走。400mの自己ベストは屋外が2012年7月にチェボクサルで記録した49秒16、室内は2009年2月にモスクワで記録した50秒55。

## 経歴
ロストフ・ナ・ドヌ出身。2003年の世界ユース選手権400mは53秒54の記録で2位に入り銀メダルを獲得、メドレーリレーは銅メダルを獲得した。しかし、翌2004年の世界ジュニア選手権は予選組5着に入るのがやっとだった。2005年、2006年は自己ベストを伸ばすこともなく、国内レベルの成績に留まった。クリヴォシャプカは2006年にヴォルゴグラードにある陸上競技の学校に入り、Vladimir Tipayevの指導を受けるようになった。タチアナ・レベデワやエレーナ・イシンバエワを出した名門校で親元を離れた寮生活を開始した。クリヴォシャプカは2007年は52秒32、2008年は51秒24と記録を伸ばし始めた。
クリヴォシャプカの国際大会の活躍は2009年に始まり、2月のロシア室内選手権で自己ベストを50秒55に伸ばし、トリノで開かれた同年のヨーロッパ室内選手権400mも優勝した。同大会では4×400mリレーにナタリア・アントユフ、ラリャ・サフォノワ、エレーナ・ヴォイノワと出場して金メダルを獲得した。7月にチェボクサルで行われたロシア選手権400m準決勝で従来の自己ベストから1秒近く記録を縮める49秒29をマークした。このタイムは2009年の女子400mシーズン世界2位の記録となった。同選手権の400m決勝も49秒71の記録で制してロシア女王のタイトルを獲得した。これらの活躍によってクリヴォシャプカは8月にベルリンで開かれる世界選手権の有力なメダル候補と見なされた。世界選手権400m決勝は49秒71の記録でサーニャ・リチャーズとシェリカ・ウィリアムズに次ぐ3位に入って銅メダルを獲得した。4×400mリレーではロシア代表のアンカーを務めて、銅メダルを獲得した。
2010年初め、クリヴォシャプカはヴォルゴグラードで行っていたスプリント練習中に進路に侵入した少年達と衝突し背中を捻挫した。3月の世界室内選手権を欠場、屋外シーズンまでの時間をケガの治療に充てた。7月のヨーロッパ選手権は400mで3位に入り、4×400mリレー決勝はロシア代表の第2走者を務めて優勝した。9月のIAAFコンチネンタルカップ4×400mリレーにはヨーロッパ代表の第2走者として出場し銀メダルを獲得した。
2011年8月の世界選手権は400mで5位、4×400mリレーは第1走者として3位の成績を残した。2012年8月のロンドンオリンピックは400が50秒17の記録で6位。4×400mリレーは第2走者として出場、アメリカのアリソン・フェリックスを追走し2位でバトンをリレー、ロシアは3分20秒の記録で銀メダルを獲得した。
2013年8月に母国ロシア・モスクワで開かれた世界選手権は400mで49秒78を記録して3位に入り、同種目は2009年大会以来となる銅メダルを獲得した。4×400mリレー決勝はユリア・グシュチナ、タチアナ・フィロワ、クセーニャ・リゾワと出場し、クリヴォシャプカはロシアのアンカーを務めた。ロシアは3走までに先頭に立ち、2位のアメリカを5メートルリードしてバトンを渡した。クリヴォシャプカは観客の大声援を受けて力走、アメリカのフランセナ・マコロリーの逆転を許さず、ロシアが3分20秒19のシーズン世界最高記録で優勝し金メダルを獲得した。